# クリフトン・ウィリアムズ
ジェイムズ・クリフトン・ウィリアムズ・ジュニア（James Clifton Williams Jr., 1923年3月26日 - 1976年2月12日）は、アメリカ合衆国の作曲家、ホルン奏者。

## 前半生
クリフトン・ウィリアムズはアーカンソー州トラスクウッド（Traskwood）に生まれた。幼少時よりフレンチ・ホルン、ピアノおよびメロフォンの演奏を始め、リトルロック・セントラル高校在学時に同校の楽団で演奏を行っていた。最上級生の時、彼は同学年の600人の学生の中で最も芸術性・才能および多才さに優れた人物に投票で選ばれた。
ホルン奏者として、ウィリアムズはサンアントニオ交響楽団やルイジアナ・フィルハーモニー管弦楽団とともに演奏活動を行った。ウィリアムズはまた、陸軍航空隊の軍楽隊長も務め、余暇を利用して作曲活動を行った。

## 教育
ウィリアムズは1947年にルイジアナ州立大学の音楽学士課程に入学してヘレン・ガンダーソンに師事。次いで1949年にイーストマン音楽学校の音楽修士課程に入学、バーナード・ロジャースおよびハワード・ハンソンに師事した。

## 指導
1949年にウィリアムズはテキサス大学音楽学校の作曲科の教師となる。以後、彼は1966年までこの地で教鞭を執り、同年にマイアミ大学の音楽理論科・作曲科の教授に任命された。ウィリアムズはその後1976年に死去するまで同校の教授職にあった。彼に作曲を学んだ学生にはウィリアム・フランシス・マクベスやジョン・バーンズ・チャンスらがいる。

## 作品
クリフトン・ウィリアムズは活動初期にはオーケストラ向けの曲を作曲し、その後吹奏楽向けの作品で大きな成功を収めた。

### 主な作品一覧
- カッチアとコラール Caccia and Chorale
- 献呈序曲 Dedicatory Overture
- 交響組曲 Symphonic Suite
- 交響的舞曲 Symphonic Dances
第1番「コマンチ」 No. 1 (Comanche)
第2番「マスカーズ」 No. 2 (The Maskers)
第3番「フィエスタ」 No. 3 (Fiesta)
第4番「スクエア・ダンス」 No. 4 (Square Dance)
第5番「ニュー・ジェネレーション」 No. 5 (New Generation)
- ザ・シンフォニアンズ The Sinfonians
- ファンファーレとアレグロ Fanfare and Allegro
- フェスティヴァル Festival